# Castels
Castels is een plaats en voormalige gemeente in het Franse departement Dordogne in de regio Nouvelle-Aquitaine. De plaats maakt deel uit van het arrondissement Sarlat-la-Canéda en telt 445 inwoners (1999).

## Geschiedenis
Op 1 januari 2017 fuseerde de gemeente met Bézenac tot de commune nouvelle Castels et Bézenac. De beide plaatsen kregen de status van commune déléguée maar die status werd op 1 januari 2020 opgeheven.

## Geografie
De oppervlakte van Castels bedraagt 19,1 km², de bevolkingsdichtheid is 23,3 inwoners per km².
De onderstaande kaart toont de ligging van Castels met de belangrijkste infrastructuur en aangrenzende gemeenten.

## Demografie
Onderstaande figuur toont het verloop van het inwonertal.